# Kanaal van Brugge naar Sluis
Kanaal van Brugge naar Sluis är en kanal i Belgien.   Den ligger i provinsen Västflandern och regionen Flandern, i den nordvästra delen av landet, 90 km nordväst om huvudstaden Bryssel.
Runt Kanaal van Brugge naar Sluis är det i huvudsak tätbebyggt. Runt Kanaal van Brugge naar Sluis är det tätbefolkat, med 257 invånare per kvadratkilometer.